# Anadarko (Oklahoma)
Anadarko település az Amerikai Egyesült Államok Oklahoma államában, Caddo megyében, melynek megyeszékhelye is. Lakosainak száma 5745 fő (2020. április 1.).

## Népesség
A település népességének változása:

| 2010 | 6 762 |
| 2020 | 5 745 |